# یادگار عمر
 یادگار عمر نام یک آلبوم موسیقی اثر  انوشیروان روحانی، هنرمند ایرانی است که در سبک  سنتی تهیه شده و دارای ۹ آهنگ است. 

## فهرست آهنگ‌ها
| ردیف | آهنگ       |
| ۱    | یادگار عمر |
| ۲    | جدایی      |
| ۳    | نوا        |
| ۴    | بهانه      |
| ۵    | هم‌زبان     |
| ۶    | غمزه       |
| ۷    | مهتاب      |
| ۸    | راز و نیاز |
| ۹    | افسون      |